# Греко-узбецькі відносини
Узбецько-грецькі відносини встановлені 16 березня 1992. Почали розвиватися взаємні економічні, культурні зв'язки та торгівля. З 29 вересня по 3 жовтня 1994 під час візиту грецької делегації до Узбекистану узгоджено питання розвитку торговельно-економічних зв'язків та створення правових основ двосторонніх відносин. З метою встановлення прямого зв'язку між діловими колами Греції та Узбекистану, 6-8 жовтня 1994 група старших менеджерів на чолі із співзасновником компанії «Русвар Холдінгс» прибула до республіки. Під час переговорів, проведених у Міністерстві зовнішніх економічних зв'язків Республіки Узбекистан, корпорації " Узбекнафтогаз ", Міністерстві зв'язку, асоціації «Узелтехсаноат», Ташкентському авіаційному заводі, обговорені питання участі грецької компанії у реалізації спільних інвестиційних проектів. 27-29 листопада 1996 року, під час візиту делегації на чолі з міністром закордонних справ Греції в Узбекистан були розглянуті питання зміцнення взаємовигідних зв'язків і підписані угоди про відкриття консульських установ та налагодженні авіасполучення. У результаті офіційного візиту Президента Узбекистану Іслама Карімова 31 березня — 2 квітня 1997 року до Греції були підписані: «Договір про дружбу і співробітництво», конвенція «Про запобігання подвійному оподаткуванню», «Сприяння та взаємний захист інвестицій», «Економічне і технологічне співробітництво», «Співпраця у сфері освіти, науки і культури», «Угоду про співпрацю в сфері туризму» «Меморандум про взаєморозуміння і співпрацю між міністерством зовнішніх економічних зв'язків Республіки Узбекистан і організацією сприяння експорту Греції». Правова основа двосторонніх відносин також ґрунтується на положеннях «Угоди про партнерство та співробітництво між Республікою Узбекистан і Європейським Союзом». У 2000 році товарообіг Узбекистану з Грецією склав 13,7 мільйона доларів, імпорт 3,8 мільйона доларів. У той час як з Узбекистану до Греції експортувалися кольорові метали і вироби з них, натуральне і штучне хутро та вироби з нього, основними видами імпорту були рослинна олія, мило, мийні засоби та байбача олія, тютюн, обладнання, ефірна олія і засоби для макіяжу, перероблені фрукти, овочі, горіхи, продукти харчування, лікарські, пластмасові, алкогольні та безалкогольні напої і інші. З січня 1995 року літаки національної авіакомпанії «Узбекистон хаво йулларі» 2 рази на місяць прибувають до Афін. Відповідно до угоди між Асоціацією «Узелтехсаноат» і грецькою компанією, в акціонерному товаристві «Фотон» налагоджено спільне виробництво контрольно-касових апаратів «Сілекс». У сфері малого та середнього бізнесу є можливість розвивати двосторонні економічні відносини. Станом на 2001 рік в Республіці Узбекистан налічується 33 спільних підприємства з участю грецького капіталу. Діють 6 підприємств зі стовідсотковим грецьким капіталом. Основними сферами діяльності підприємств за участю грецької столиці є виробництво одягу, шкіри та виробів з хутра, бінокулярних матеріалів, продуктів харчування, переробка сільськогосподарської продукції, організація торгівлі, лотерейних ігор та інше.